# Dednja Vas
Dednja vas é uma vila localizada no município de Brežice na Eslovênia. Possuía uma população estimada de 176 habitantes em 2020.